# Hauterive, Allier

Hauterive este o comună în departamentul Allier din centrul Franței. În 1 ianuarie 2022 avea o populație de 1.186 de locuitori.